# Anders Mattson
Per Anders Mattson, född 20 mars 1955 i Norrtälje församling i Stockholms län, är en svensk försvarsforskare och näringslivsperson.

## Biografi
Mattson avlade examen vid Militärhögskolan 1985 och var lärare där 1985–1990. Han tjänstgjorde därefter vid Försvarets materielverk 1990–1997: som chef för Försvarets referenslaboratorium 1990–1992 och chef för SMART-Lab 1992–1997. Åren 1997–2006 var han egenföretagare, varefter han 2006–2007 var ägare till och rektor för en friskola. Han var infrastrukturchef med mera vid Sandvik IT 2008–2015 och är sedan 2015 åter egenföretagare med företaget CriseLess Leadership AB.
Anders Mattson invaldes 1996 som ledamot av Kungliga Krigsvetenskapsakademien.